# برده‌داری در ایران
برده‌داری در ایران از سال ۱۳۰۷ بر اساسِ «قانون منع خرید و فروش برده در خاک ایران و آزادی برده در موقع ورود به مملکت» ممنوع گردید. طبق این قانون "هر کس انسانی را به‌نام برده خرید و فروش کرده یا رفتار مالکانهٔ دیگری نسبت به انسانی بنماید یا واسطهٔ معامله و حمل و نقل برده بشود، محکوم به یک تا سه‌سال حبس تأدیبی خواهد گردید."

قانون منع برده فروشی: در مملکت ایران هیچ‌کس به عنوان برده شناخته نشده و هر برده‌ای بمجرد ورود به خاک یا آبهای ساحلی ایران آزاد خواهد بود. هرکس انسانی را به عنوان برده خرید و فروش کرده یا رفتار مالکانهٔ دیگری نسبت به انسانی بنماید یا واسطه دیگری در حمل و نقل برده بشود، محکوم به یک تا سه سال حبس تأدیبی خواهد بود.

جهان‌گردان اروپایی قرن یازدهم از مشاهدهٔ زیاد بودن بردگان اخته و قدرت‌شان در دربار صفوی و خانه‌های اعیان، تحت تأثیر قرار گرفته‌اند. به نوشتهٔ شاردن، از آن‌ها حدود سه هزار تن در دربار و عده‌ای نزد اربابان و توانگران بوده‌اند. برای رعایت احترام، آنان را «لَـلِه» یا «استاد» می‌نامیدند. آن‌ها به بهای بسیار زیادی خریده می‌شدند و اکثراً سیاه‌پوستانی از بندر مالابار در هندوستان بودند. در زمان قاجاریه (۱۲۱۰ ق ـ۱۳۰۴ ش) پس از عهدنامهٔ ترکمانچای و جدایی ارمنستان و گرجستان از ایران، بردگان سفیدپوست، کمیاب شدند و پس از اندک زمانی از آنان اثری نماند، به استثنای دختران زیبای قفقازی که همچنان وارد حرم‌سرا می‌شدند؛ ولی فرزندان آنان، به خلاف رسم شایع اسلامی، نمی‌توانستند به تاج و تخت، که مختص پسران بانوان از تبار شاهی بود، برسند. بردگان مرد سیاه‌پوست، که شمارشان افزایش یافته بود، یا از حبشیان بودند که از راه عربستان آورده می‌شدند، یا از زنگیان شرق آفریقا که پس از عبور از زنگبار و مسقط و بوشهر به بازار شیراز می‌آمدند. مرگ‌ومیر زیاد این رنگین‌پوستان در ایران مانع از آن می‌شد که در جمعیت کشور عامل مهمی باشند. ایرانیان طی درگیری‌های مسلحانهٔ خود با اهالی سنی ترکستان، گاهی با عنوان اهل بدعت به بردگی کشانیده می‌شدند. در اواسط قرن سیزدهم، هنوز بسیار پیش می‌آمد که هزاران اسیر جنگی ایرانی یک‌جا در بازار فروخته می‌شدند. در بخارا، عده‌ای از اینان که نزد صاحبانشان قدر و ارج داشتند و آزاد می‌شدند، به مناصب رسمی هم می‌رسیدند، اما عده‌ای دیگر، که کم‌قدرت‌تر بودند، به خیل بردگانی می‌پیوستند که بیشترین بار کار کشاورزی در خانات خیوه بر دوش آنان بود.
در سال ۱۳۰۷ شمسی برده‌داری در ایران با تصویب قانونی در مجلس شورای ملی ممنوع شد.

## نام‌ها
از واژگان برده در فارسی باستان «ورته» (اسیر)، در اوستایی «وَرِته» در فارسی میانه  «وَرْدَگ» (اسیر و زندانی) و  وردگیه (اسارت) را می‌توان نام برد. در متون زبان پهلوی، برده غالباً «انشهریگ» یا «بنده» نامیده شده‌است.

## پیشینه

### دوران هخامنشی
در آغاز دوره هخامنشی، نهاد برده‌داری هنوز در ایران به‌طور کامل رشد نکرده بود. در میان مادها رسمی وجود داشت که به موجب آن، مردی تهیدست می‌توانست، در برابر دریافت غذای روزانه، خود را در اختیار مردی ثروتمند بگذارد. چنین شخصی وضع بردگان را داشت، اما چنانچه اربابش به او کم غذا می‌داد، او هر زمان می‌توانست وی را ترک کند. پارسی‌ها، به هنگام تشکیل دولت‌شان، فقط چنین بردگی ساده‌ای را می‌شناختند و کار برده از لحاظ اقتصادی مهم نبود. اصطلاح متعارف برای مشخص کردن برده در ایران باستان، کلمهٔ بَنْدَکَه، مشتق از بَندَه به معنای بند و زنجیر، بود، داریوش بزرگ «ساتراپ‌ها» و امرای خود را بندکه‌های خود می‌خواند. همچنین داریوش اول، گاداتس، حاکم خود در دیونی را برده («دولس/دُولوس») خویش می‌نامد. درست به سان بسیاری از کشورهای شرق باستان، تمام اتباع پادشاه، حتی عالی‌ترین صاحب منصبان، بندگان پادشاه شمرده می‌شدند، زین رو لقمان یونانی نوشته‌اند که جز پادشاه، تمامی مردم ایران جماعت بندگان‌اند. به همین ترتیب، اقتدار بزرگان خانواده‌های پدرشاهی بر افراد خانواده‌های خودشان مستبدانه بود و آنها می‌توانستند با فرزندان ایشان چون برده رفتار کنند
یکی از اصطلاحات فارسی باستان برای برده، «گرده»، به معنای برده (برده‌های) خانگی، بود. این اصطلاح در مکتوبات آرامیِ اَرشام، ساتراپ مصر در قرن پنجم پیش از میلاد، و در متون بابلی دورة هخامنشی، به صورت، «گرده / گردو»، و در اسناد ایلامی که از تخت جمشید به دست آمده به صورت، «کورتش» آمده‌است. این افراد کارگران اعضای خانواده سلطنتی و خانواد نجبای پارس در ایران و بابل و مصر بودند. در گذر زمان، معنای کلمه «کورتش» گسترش یافت و به مفهوم «کارگر» به کار رفت. در متن عیلامی کتیبه بیستون، «کورتش» معادل «مانیه» در فارسی باستان (در متنِ بابلی، به معنای کارگران مزدور) است. احتمالاً «مانیه» به معنای «برده خانگی» بوده‌است. بسیاری از بردگانی که برای نجبای هخامنشی و پارسی کار خانگی می‌کردند (مانند نانوایان، آشپزها، ساقیان، و خواجه‌سرایان)، نیز از بین نمایندگان ملت‌های شکست‌خورده گرفته می‌شدند. پارسی‌ها تعداد معینی از این بردگان را از بازار برده‌فروشان می‌خریدند. دانسته‌های ما دربارهٔ برده‌های تحت مالکیت خصوصی در ایران نادر و اتفاقی است. یک قرارداد بابلی خرید برده از تخت جمشید که سالم مانده، تاریخ دوره حکومت داریوش اول را دارد. اما طرفین قرارداد و خود برده، بابلی بوده‌اند.
در زمان هخامنشیان، در بابل و دیگر کشورهای فتح‌شده، نجبای پارسی به برده‌داران بزرگ تبدیل شدند. طبق برخی اسناد، ایرانیان برده‌های خود را در بابل می‌فروخته‌اند. در مجموع، حتی در پیشرفته‌ترین سرزمین‌های قلمرو هخامنشی هم فقط تعداد کمی برده در قبال افراد آزاد وجود داشته‌اند و کار برده هیچگاه جایگزین کار کارگران آزاد نمی‌شده‌است. به هنگام پیدایش دولت پارس، در این نواحی برده داری تغییرات مهمی یافته بود؛ بردگی ناشی از بدهکاری دیگر مرسوم نبود. گذشته از کسانی که خودشان خود را می‌فروختند، به وثیقه گرفتن شخص در برابر وام، پیش از زمان پارس‌ها به‌طور کامل از بین رفته بود. اگر بدهکاری وام خود را در مهلت مقرر نمی‌پرداخت، طلبکار حق داشت که فرزندان او را برده خود کند، یا بدهکار ورشکسته را دستگیر و در زندان بدهکاران محبوس کند، اما نمی‌توانست بدهکار را به بردگی به نفر سوم بفروشد. غالباً بدهکار وام خود را از راه کار آزاد به طلبکار می‌پرداخت و آزادی‌اش را به دست می‌آورد. با قضاوت از روی اسناد بابلی و پاپیروس‌های آرامیِ دوره هخامنشی، می‌توان گفت که بردگان اگر به خدمت ارباب ادامه می‌دادند یا غذا و لباس او را تا زمانی که زنده بود تأمین می‌کردند، گاهی آزاد می‌شدند.

### دوران ساسانی
واژهٔ «وَردَگ» به معنای «برده» یا «اسیر»، اولین بار در سنگ‌نوشته‌های ساسانی قرن سوم به کار رفته‌است. واژة «وَرداز» («اسیر»)، واژه مشترک بین پهلوی ساسانی و اشکانی، در سنگ‌نوشته شاپور یکم بر دیوار کعبه زرتشت، با قرینهٔ مشابهی دیده می‌شود.
منبع اصلی اطلاع دربارهٔ نهادهای دورهٔ ساسانی، که دربارهٔ وضع قانونی و اجتماعی برده‌ها اطلاعات باارزشی به دست می‌دهد، کتابِ قانون مادَیانِ هَزار دادستان به زبان پهلوی است، که مجموعه‌ای است از قضایای حقوقی که فرخ‌مرد بهرامان در قرن ششم میلادی آن را گردآوری کرده‌است. منابع پهلوی، خصوصاً کتاب هشتم دینکرد، روایتِ پهلوی ضمیمه دادستانِ دینیگ و ایربَدستان، هیربدستان. مجموعه قانونی دیگر کتاب قانون ایشوبُخت است که برای مسیحیان ایران در زمان ساسانیان تهیه شده بود (تنها نسخهٔ موجود آن، ترجمهٔ سریانی از اصل فارسی است). این کتاب، حاوی مطالبی دربارهٔ موقعیت برده‌ها در جوامع مسیحی در ایران است. در منابع فارسی میانه، رایج‌ترین عباراتِ معرّف برده عبارت‌اند از: «اَنشَهریگ»، به معنای تحت‌اللفظی «بیگانه» و «بَندَگ»، به معنای تحت‌اللفظی «بسته و مقیّد». اصطلاح دوم صرفاً به معنای برده (شخص غیرآزاد با حقوق قانونی و مدنی محدود، یا اصلاً فاقد آن) نیست، بلکه برای تمام اتباع پادشاه، بدون درنظر گرفتن جایگاه اجتماعی آنان، در عبارت «شاهانْشاهْ بندگ» (رعیتِ شاه شاهان) به کار رفته‌است. همین‌طور در عبارت «آتَخْشْ بَندَگ» یا «آدوران بندگ»، بندگ (برده) به معنای واقعی کلمه نیست، بلکه منظور از آن فرد آزادی است که خود را وقف خدمت به یک آتشکده زردشتی می‌کند و برخلاف برده، از حقوق کامل شهروندی بهره‌مند است. واژة مبهم، «تَنْ» به معنای «بدن» در مادیان برای معرفی شخصی به کار رفته‌است که به مدت معینی، به عنوان وثیقه وام، به طلبکار واگذار می‌شد و طلبکار او را مدتی مقرر در بردگی نگه می‌داشت و درصورتی که بدهکار از پرداخت بدهی خود سر باز می‌زد، طلبکار می‌توانست او را برده کند. کاملاً روشن نیست که واژة «تَن» به معنای برده نیز به کار می‌رفته‌است یا نه. این که سایر اصطلاحات مبهم، مانند «رَهیگ» به معنای «جوان مرد جوان، خادم» (قس رهی به معنای برده در فارسی امروزی) و «ویشگ» (مردم، توده‌ها)، به معنای «تعلق به یک «ویس»] =دِه [ (در خُتَنی ـ سکایی به معنای «خادم، برده») به معنای خاص برده به‌کار می‌رفته، قطعی نیست.
مانند دیگر جوامع باستان، منشأ اصلی برده داری احتمالاً جنگ بوده‌است، چنان‌که از اصطلاح بسیار رایج انشهریگ (خارجی) آشکار است. از این گذشته، مادیان از عوامل دیگری نیز سخن می‌گوید؛ مانند فروش کودکان که پدر انجام می‌داد و برده کردن افرادی که برای مدت زمان محدودی به‌عنوان وثیقه قرض به طلبکار داده شده بودند. فرزند برده بودن نیز گاهی سبب بردگی می‌شد. اگرچه برده در قانون ساسانیان عمدتاً به عنوان موضوع حق (مملوک) تلقی می‌شد، می‌توانست تا حد معینی، صاحب حق (مالک) هم باشد. از این جنبه، شیوه متداولِ قانون ساسانیان با قوانین دیگر جوامع دوران باستان تفاوت چندانی نمی‌کرد. با این‌که برده شیء «خواسْتگ»، شمرده می‌شد، استعدادهای انسانی او را، که ممیّز او از سایر اشیا و حیوانات بود، به‌سادگی نمی‌شد نادیده گرفت. چون دیگر جوامع باستانی، برده به مقوله ویژه «دارایی زنده» تعلق داشت، چنان‌که ارسطو آن را تعریف کرده‌است، و بنابراین به عنوان شخص نیز تلقی می‌شد. قانون ساسانیان، صلاحیت قانونی محدودی به برده می‌داد، اما در همان زمان، او را موضوع حق (مملوک) نیز می‌شمرد. مادیان، در چندین مورد، از وضع دوگانه برده، به عنوان شیء و انسان، سخن گفته، و حال آن‌که در موارد دیگر او را مانند یک دارایی تلقی کرده‌است.
انواع مختلف مالکیت برده ممکن بود: ممکن بود که برده کاملاً از آن یک ارباب، یا دارایی مشترک دو یا چند نفر باشد، و هر کدام از آنها به عنوان صاحب مشترک اجازه داشت او را براساس سهم قراردادی در اختیار داشته باشد. برده را می‌شد به مدت معینی به تملیک شخص دیگری درآورد. برده‌ها همچنین به عنوان کسانی ذکر شده‌اند که وضع «برده‌های وابسته به زمین» را داشتند، و با زمینی («دستْ کَرد»)ی که روی آن کار می‌کردند فروخته می‌شدند. اگرچه در تمام این موارد برده به‌عنوان شی‌ء تعریف شده‌است، در رفتار با این شی ء حقوق قانونی برده دار محدود بوده‌است، زیرا برده در سطحی متفاوت از سایر اشیا یا حیوانات در مالکیت قانونی ارباب قرار می‌گرفت. قانون ساسانیان برای رفتار ظالمانه با برده و قطع عضو برده تاوانی مقرر کرده بود؛ بنابراین تا حدودی بردگان را در مقابل اقدامات مستبدانه مالکان حفظ می‌کرد. همچنین فروش بردة زردشتی، که قانون حق ادای فرایض مذهبی را برای او تضمین کرده بود، به یک بی‌دین (غیر زرتشتی) ممنوع بود. در این مورد با هر دو طرف معامله، صاحب برده و خریدار، به‌عنوان دزد رفتار می‌شد و آنان مجازاتی را که برای دزدی در نظر گرفته شده بود، متحمل می‌شدند. برده‌ای که به کیش زردشت می‌گروید می‌توانست مالک بی‌دین خود را ترک کند و، پس از جبران خسارت ارباب سابقش، «رعیتِ شاهِ شاهان» یعنی شهروند آزاد بشود. قطعه‌ای مهم در هیربدستان حاکی از این است که حتی وامی به این منظور، به برده اعطا شده‌است (احتمالاً از سوی نهادی مذهبی). صفات انسانی برده در دعاوی کاملاً پذیرفته می‌شد: او می‌توانست در دادگاه به عنوان شاهد، و بلکه خواهان و خوانده در دعاوی مدنی حضور یابد، خصوصاً در دعاوی راجع به مشاجراتی که بر سر تملک خود برده پیش می‌آمد. ارباب می‌توانست به برده‌اش صلاحیت قانونی محدودی واگذار کند. امکان داشت صاحب برده به برده حق مصرف درآمد خودش را بدهد، یعنی قطعه زمینی به او واگذار نماید و بنابراین، دریافت بخشش‌هایی از نفر سوم را نیز برای او میسر کند. به‌طور طبیعی، برده اصلاً صلاحیت انتفاع نداشت؛ بخشش شخص سوم فقط زمانی به او می‌رسید که اربابش از حق مالکیت خود چشم می‌پوشید.
برده می‌توانست آزادی خود را از طریق حکم قانونی آزادی بردگان به دست آورد. او می‌توانست به‌طور کامل آزاد شود یا فقط آزادی محدودی کسب کند، یعنی تا حد معینی (یک دوم، یک سوم، یک دهم) آزاد شود؛ و این غالباً هنگامی بود که برده دارایی مشترک چند ارباب بود که یکی (یا بیشتر) از آنها نسبت به سهم خود، به برده آزادی می‌داد. اما اربابی هم که برده تماماً به او تعلق داشت، می‌توانست او را به نسبت معینی آزاد کند. فرزندان برده‌ای نیز که به‌طور نسبی آزاد شده بود، به همان اندازه والدشان آزاد بودند. چنان‌که گذشت، برده‌ای که به کیش زردشت می‌گروید و اربابی غیرزردشتی داشت، حق خرید آزادیش را به ابتکار خود داشت. از سوی دیگر، اگر پس از گرویدن اربابش به کیش زردشت، او به آن آیین می‌گروید، حق قانونی آزاد ساختن خود را برای همیشه از دست می‌داد. برده پس از گرفتن جواز آزادی («آزاد هیشت»، مردی آزاد (رعیتِ شاهِ شاهان) می‌شد. مقامات قانونی دربارة امکان دوباره برده کردن مردی آزاد، عقاید متفاوتی داشتند. از نظر رَد ـ اورمزدِ قانوندان، بازگشت به بردگی ممکن بوده‌است. در کتاب قانون ساسانیان، برده‌هایی که وقف آتشکده زردشتی می‌شدند دو گروه بودند: ۱) «اَنْشَهریگ آتَخْش»، که بنابر اطلاعات بسیار پراکنده دربارة بردگی آتشکده، برده به معنای واقعی کلمه بوده‌است، یعنی شخصی بدون هرگونه حق قانونی (یا فقط با حقوق بسیار محدود)، که احتمالاً بیشتر در املاک آتشکده خدمت می‌کرده‌است؛ ۲) «آتَخْش بَندَگ» یا «آدوران بَندَگ»، که شخصی آزاد، حتی از اصلی اشرافی بوده و صرفاً در معنای مجازی کلمه «برده» به‌شمار می‌آمده، و از لحاظ مذهبی «مقید» به آتش بوده‌است. یک مرد آزاد شده را نیز می‌شد به «آتخش ـ بندگیه» یا «آدوران بَندَگیه» داد، یعنی خدمت یک آتشکده؛ چنین برده‌ای را اربابش به همین منظور آزاد می‌کرد. برده‌ای که به‌طور کامل آزاد نشده بود، در حدی که آزادی داشت، فقط می‌توانست به‌عنوان یک «آتخش ـ بندگ» خدمت کند. او می‌توانست زن و فرزندانش را هم به خدمت آتش مقدس وقف کند.

### دوره اسلامی تا حمله مغول
جامعه اسلامی در سده‌های نخستین جامعه‌ای برده‌دار بود، و احتمالاً جامعهٔ ایرانی آن زمان دارای دو نوع برده‌داری بوده‌است؛ یکی نگهداری بردگان برای کارهای کشاورزی و صنعتی؛ دیگری برای کارهای خانگی. نوع سوم، که ظاهراً از قرن سوم به بعد در جهان اسلام پدید آمده، برده‌داری نظامی است که برای جامعهٔ ایرانی اهمیتی ویژه داشته‌است، زیرا از پایان سدهٔ چهارم، سلسله‌هایی از تبار بردگان نظامی ترک در سرزمین‌های ایرانی پیدا شده‌اند. بردگی نظامی با غزنویان (اولاد سبکتکین، متوفی ۳۸۷، بردهٔ نظامی سامانیان) در مشرق ایران و افغانستان آغاز شد و با سلسله‌های اتابکان، از اواخر دورهٔ سلجوقیان ایران تا عهد سلاطین دهلی و دیگر ولایات مسلمان‌نشین شمال هند، که از نظر فرهنگی تحت نفوذ عمیق ایران بودند، ادامه یافت.
دربارة برده داری نوع اول (کشاورزی و صنعتی) در نخستین سده‌های اسلامی در ایران، بیشتر بر اساس قراین می‌توان استنتاج، و با احتیاط فرض کرد: بردگی کشاورزی که حدود چهار قرن اول هجری در عراق سفلی ـ مشتمل بر قبایل غیر بومی، مانند زنجهای آفریقایی و زط‌های هندی ـ وجود داشته، در شرایط اقلیمی تقریباً یکسان در ایران نیز (در اهواز) معمول بوده‌است؛ زیرا در آنجا هم محصولاتی چون نیشکر و برنج کشت می‌شده و یافتن کشاورزان آزاد برای این نوع کشت همیشه کار آسانی نبوده‌است. اما برای وجود برده داری کشاورزی در جاهای دیگر ایران، مانند ماوراءالنهر و خوارزم، شواهد اندکی وجود دارد. زمینهای وسیع کشاورزی آبی خوارزم، احتمالاً مستلزم وجود بردگان کارگر در آن زمان و نیز تا انقراض خوارزمشاهان بوده‌است. به نوشتة مسکویه (متوفی ۴۲۱)، «ممالیک التُناء» (احتمالاً بردگان کشاورز ملاّ کان محلی) در ۳۲۲، در محافظت شیراز از یورش نیروهای دیلمیِ علی بن بویه (بعدها عمادالدوله) یاری می‌نمودند.
برده داری نوع دوم در ایران، از همان نوع رایج در دیگر نقاط جهان اسلام بود. از برده‌ها برای کارهای خانگی، از جمله در اندرون یا حرم، استفاده می‌شد. برای منظور اخیر، ترجیحاً خواجگان یا مردانِ سیاه‌چرده و دارای ظاهر نامطلوب را به کار می‌گرفتند. حقارت کامل جسمی و اجتماعی خواجگان باعث شده بود که پیش از سلجوقیان گاهی آنها را به شغل محتسب منصوب کنند؛ زیرا آنان نه برای کسی احترام قائل بودند و نه به کسی تعهد یا دینی داشتند. دختران برده را برای متعه کردن می‌پسندیدند، و برخی از همسران خلفای عباسی ـ که مادر امیرزادگان و خلفای بعدی و دارای مقام «اُم وَلَد» بودند ـ ایرانی خوانده شده‌اند؛ مانند مَراجِل، متعه هارون الرشید، که اهل بادغیس و مادر مأمون (۱۷۰–۲۱۸) بود. کنیزان جوان را برای آوازخوانی نیز تربیت می‌کردند؛ در مجالس حکّام ایرانی، چون طاهریان (۲۰۶–۲۵۹) در نیشاپور قرن سوم، نظایر آنها را می‌توان مشاهده کرد.
در قابوسنامه صفات ممیزه انواع برده و لزومِ توجه دقیق خریدار به نیاز خود، هنگام مذاکره برای خرید برده بیان شده و نیز صفاتِ مطلوب بردگانی پرداخته شده که قرار بوده وظایف مالی و منشیگری، نوازندگی، سربازی، نگهداری اسب و دامهای مزرعه، خدمتکاری و آشپزی را انجام دهند.
اطلاعات ما دربارة اصل و منشأ بردگان در ایران نسبتاً کافی است. ترکان به دلیل سابقه زندگی در استپها و جسارتشان، مناسبترین افراد برای خدمت نظامی تشخیص داده شدند و به سبب این استعداد، برخی نویسندگان، از جمله جاحظ، آنها را ستوده‌اند. اما به سبب وفاداری و دلبستگی بی چون و چرایشان به صاحبان خود، برای خدمت در کاخ و منزل نیز بسیار مناسب بودند. کسانی چون ایازبن اُیماق *، غلام محبوب محمود غزنوی، حتی صاحب نفوذ سیاسی می‌شدند (ایاز در دوره‌های بعد به صورت چهره ادبی مهمی درآمد).
بردگان ترک را از دو راه زمینی که سرزمینهای تمدن باستانی خاورمیانه را به آسیا و استپهای اروپای شرقی پیوند می‌دهد (راه شمال غربی از جنوب روسیه و قفقاز به آذربایجان، و راه شمال شرقی از خوارزم و ماوراءالنهر به خراسان)، به ایران می‌آوردند. از پایان سدة اول به بعد، بردگانی که به ایران وارد می‌شدند، اسیرانی بودند که مسلمانان در جنگ با خزران و در آسیای مرکزی، در جنگ با ترکان استپهای ورای آنجا می‌گرفتند. بعدها جریان مستمری از بردگان ترک به اسیران جنگی افزوده شدند که آنها را به بازارهای برده فروشی شهرهایی چون دربند، سمرقند، بخارا، کیش (کِشّ) و نخشب (نَسَف) می‌آوردند و قربانیان جنگهای بین قبیله‌ای ترکان در استپ بودند (مانند سبکتکین). در میان این بردگان ترک کسانی نیز بودند که والدینشان آنان را فروخته بودند.
در قرون سوم و چهارم، امیران سامانی در خراسان و ماوراءالنهر، به راهی منتهی به شمال شرقی ایران، مسلط بودند، و همانگونه که جغرافی نویسان معاصر تأکید کرده‌اند، بیشتر رونق اقتصادی خود را مدیون تجارت مهم بردگان ترک بودند. معمولاً بخشی از خراجی را که فرمانداران خراسان، چون طاهریان، به بغداد می‌فرستادند یا سامانیان از ماوراءالنهر و یعقوب بن لیث و عمرو بن لیث صفاری از فتوحات خود در افغانستان و گوشه و کنار هند برای خلفا می‌فرستادند، بردگان بودند. به نوشتة مقدسی، در زمان او خراج سالانه خراسان مشتمل بر ۱۰۲۰ برده بود. امیران سامانی برای عبور بردگان از قلمرو خود مقرراتی وضع کرده بودند؛ برای هر پسر بچه «جواز» و هفتاد تا صد درهم، برای هر دختر بچه همین مبلغ بدون جواز، و برای هر عاقله زن بیست تا سی درهم مطالبه می‌کردند. ابن حوقل (سدة چهارم)، صفات ممتاز بردگان ترک را برشمرده و بارها در خراسان شاهد فروش برده‌ای تا سه هزار دینار بوده‌است، اما میانگین نرخ برده‌های ترک در دورة طاهریان، حدود سیصد درهم بود.
در شمال غربی ایران نیز ورود جماعت مشابهی از بردگان که از قفقاز و ماورای آن آورده می‌شدند ادامه داشت. این بردگان، ترکان و غیر ترکهایی از قفقاز و اروپای شرقی ـ مانند آلانها، روسها و صقالبه ـ بودند (صقالبه سپید پوست احتمالاً علاوه بر اسلاوها شامل مردم فین و اویغور شرق روسیه، مانند بُرطاسها یا موردونیها، نیز می‌شدند). رسم «غزو» نیز که مسلمانان در منطقة قفقاز اجرا می‌کردند، بردگان مسیحی بسیاری، از جمله یونانیان و ارمنیان و گرجیان را وارد منطقه می‌کرده‌است.
لشکرکشیهای صفاریان (۲۴۷–۳۹۳) به شرق افغانستان، و پس از آن غزنویان به دشتهای شمالی هند، دنیای هند را به منزلت منبعی از بردگان، خصوصاً برای سرزمینهای شرقی ایران، باز کرد. سلطان محمود در یکی از لشکرکشیهایش به قَنوج در درة رود سند (در ۴۰۸)، ۰۰۰، ۵۳ تن را اسیر کرد که به اُفتِ قیمت برده در بازار غزنه انجامید. در پایان قرن پنجم، به اندازه‌ای در سراسر ایران با بردگان هندی آشنا شده بودند که در قابوسنامه دربارة استعدادهای مختلف «کاسْت» ها و گروه‌های اجتماعی گوناگون هندی برای بردگی، بحث شده‌است.

### از زمان مغول تا الغای بردگی
در دوره‌های ایلخانیان (۶۵۴–۷۵۰)؛ تیموریان / گورکانیان (۷۷۱–۹۱۶)؛ صفویه (ح. ۹۰۵–۱۱۴۸)، زندیه (ح ۱۱۶۳ـ ح ۱۲۰۸). مردان برده را «غلام» و «زرخرید»، بردگان سیاه را معمولاً «کاکاسیاه» و زنان را «کنیز» یا «کنیزک» می‌خواندند.
پس از دورة مغول، شیوه تهیه بردة سفیدپوست اساساً تغییری نکرد، یعنی جنگ و شبیخون باز هم مهمترین راه برده‌گیری بود. برای مثال، تیمور «حدود هزار اسیر در اختیار داشت که کارگران ماهری بودند و سراسر سال به ساختن کلاهخود و تیر و کمان اشتغال داشتند». البته بازخرید اسیران ممکن بود کما اینکه در مورد پرتغالیهایی که پس از فتح هرمز اسیر شدند، اتفاق افتاد. والدین فقیری که فرزندان خود را می‌فروختند، منبع مهمی به‌شمار نمی‌آمدند. از هند نیز برده وارد می‌شد. به نوشتة هِربرت در ۱۰۳۸/۱۶۲۸، در کشتیهایی که همراه کشتی او از سورت به قصد بندرعباس حرکت کردند «بیش از سیصد برده وجود داشتند که ایرانیان در هند خریداری کرده بودند: پارسی و هندو و بنارسی و جز آنها.» برده‌های سیاه را هنوز از شرق آفریقا با کشتی می‌آوردند. برای مثال، هنگامی که افغانها ایران را اشغال کردند (۱۱۳۵–۱۱۴۳)، هزاران تن به بردگی گرفته شدند. یورشهای معمول بلوچها در جنوب شرقی و ازبکها در شمال شرقی ایران، به اسیر و برده شدن هزاران تن می‌انجامید. در قفقاز، مسیحیان قربانیان اصلی برده‌گیری بودند. در ۱۱۸۲، دهقانان و عشایر نخجوان از کریم خان زند (متوفی ۱۱۹۳) تقاضا کردند که ایل بیرزاده را از اسیر گرفتن از ایشان منع کند.
گذشته از خشونت و خرید، «هدیه»، راه دیگر تهیه برده بود. شاه هم برده می‌خرید، هم، مثلاً به مناسبت عید نوروز، به او هدیه می‌دادند. ارامنه که مقرر بود جزو خراج خود، دختران و پسرانی نیز به پادشاه ایران بدهند، در ۱۱۹۴ از این کار خودداری کردند (پری، ص ۲۱۳). شاه نیز به دیگران برده هدیه می‌داد. به نوشتة جهانگردی ایتالیایی، هنگام سفر سفیران گرجستان به دربار شاه اسماعیل اول صفوی، «کنیزی» به ایشان هدیه داده شد.
مشاغل بردگان
از بردگان در کارهای مختلف، به‌ویژه در امور خانگی و برای عیش و عشرت، استفاده می‌شد. برخی از کنیزکان را صاحبانشان به فحشا وامی‌داشتند. تمام رجال خانه‌های بزرگ و بردگان متعدد، و اروپاییان مقیم ایران نیز هر یک چند برده داشتند.
خواجه‌ها. در میان بردگان، خواجه‌ها گروهی مخصوص و متنفذ بودند که در اوان جوانی (هفت تا ده سالگی) و پیش از فروش به صاحبان نهایی خود، اخته می‌شدند. آنها بیشتر پوستی تیره داشتند، اما خواجة سفیدپوست نیز دیده شده‌است (ابن بطوطه به خواجه‌ای یونانی اشاره کرده‌است). در زمان صفویان، خواجة سفیدپوست وجود نداشت تا اینکه شاه عباس اول خود چند بار افراد را اخته کرد، رئیس خواجه‌ها («خواجه باشی»)، سمتِ «ریش سفید» ی حرم را عهده‌دار بود. به گفتة شاردَن، اکثر خواجه‌های تیره پوست، هندی و بیشتر آنها اهل مالابار و بنگال بودند و رنگ پوستشان از رنگ پوست سیاهان آفریقایی روشنتر بود. در اواخر قرن دهم، حدود ۹۹۹/۱۵۹۰ یکصد «غلام» گرجی را اخته کردند و شایسته‌ترین ایشان را به ریاست آنها («یوزباشی»: فرمانده یکصد تن)، منصوب کردند. در همان زمان، یوزباشی دیگری به ریاست خواجه‌های سیاهپوست منصوب شد. از آن پس، قدرت میان خواجه‌های سفیدپوست و سیاهپوست تقسیم شد. شاه تنها کسی بود که حق مالکیت خواجة سفیدپوست داشت. خواجه‌ها، بر اساس سن (معمولاً هشت تا شانزده سال) و میزان تحصیلات، به قیمتی گزاف (میان هزار تا دو هزار فرانک) به فروش می‌رسیدند؛ با این حال، شاه عباس دوم (حک: ۱۰۲۵–۱۰۷۷) حدود سه هزار خواجه داشت. خانواده‌های ممتاز معمولاً دو تا هشت خواجه داشتند و تعداد آنها به ثروت ایشان بستگی داشت. گزارشهای مقامات رسمی را رئیس خواجگان حرم («ایشیک آقاسی باشی»)، که در حرمسرا دارای محلی مخصوص بود، نزد شاه می‌برد و پاسخ شاه را به ایشان می‌داد. خزانه دار سلطنتی و معاون او، که کلیدهای خزانه را در اختیار داشت، هر دو از خواجه‌های سیاهپوست بودند. فقط خواجه‌های سیاهپوست اجازه ورود به حرمسرا را داشتند و در واقع به‌ندرت آنجا را ترک می‌کردند. ایشان علاوه بر نگهبانی از زنان شاه، کمی هم در کارهای خانگی کمک می‌کردند. خواجه‌های سفیدپوست تنها با اجازه شخص شاه حق ورود به حرم را داشتند. ایشان محافظان شاه و کاخ سلطنتی، و همیشه همراه شاه بودند. رئیس خواجه‌های سفیدپوست را «مهتر» می‌خواندند. مهتر در کاخی از آنِ خود زندگی می‌کرد، بسیار متنفذ و همیشه با شاه بود. شاه که همواره خواجه‌ها گرداگرد او را گرفته‌اند و به او خدمت می‌کنند «حدود پنجاه خواجه دارد که به نیازهای کم‌اهمیت او مانند لباس پوشیدن می‌رسند. تصدی البسه و آبدارخانه نیز با آنهاست». هنگام بارعام، «نُه تا ده خواجة کوچکِ ده تا چهارده ساله پشت سر شاه می‌ایستند؛ آنها زیباترین کودکانی هستند که چشم کسی دیده‌است. لباسهای فاخر به تن دارند و پشت سر شاه نیمدایره‌ای تشکیل داده‌اند؛ چنان بی حرکت ایستاده‌اند که انگاری مجسمه‌هایی از مرمرند، دستها را بر روی شکمها و سرها را بالا نگه داشته‌اند و چشمها مستقیم به جلو می‌نگرند». آنها هنگامی که چیزی به شاه می‌دادند زانو می‌زدند.
سربازان برده. سربازان برده («غلام»)، که در دورة مغول ناپدید شدند، بار دیگر در زمان غازان خان، هفتمین پادشاه ایلخانی، اهمیت یافتند. به نوشتة رشیدالدین فضل‌الله (۶۴۵–۷۱۸)، مالک اقطاعی نظامی درگذشته و وارثی بر جای نگذارده، و مقرر شده‌است که اقطاع به یکی از غلامان پیر او واگذار شود. ابن بطوطه به حضور «مملوک» (برده) در دربار ابوسعید ایلخانی اشاره کرده‌است. شمس منشی نیز از غلامانی یاد می‌کند که با دیگران به حفاظت از کاروانها مشغول بوده‌اند. یکی از رهبران سربداران *، وجیه الدین (حدود۷۵۱)، نیز گروهی غلام ترک برای محافظت از شخص خویش استخدام کرده بود. با افول ایلخانیان (دورة فرمانروایی در ایران: ۶۵۴–۷۵۰)، غلامان بار دیگر در دولت چوپانیان اهمیت یافتند. صفویان در اوایل کار، مانند قراقوینلوها و آق قوینلوها، از سرباز برده استفاده نکردند، تنها در حدود ۹۹۸ بر اثر مشکلاتی که امیران قزلباش برای شاه عباس اول به وجود آوردند، سپاهی از غلامان تشکیل گردید. این سپاه تحت فرمان قوللرآقاسی باشی و مرکب از غلامان، محافظان اسلحه خانه («یَساولان قور») و «جارچیان» تحت امر «یوزباشیان» و مسلح به تفنگهای لوله پهن («جزائری») بود. در ضمن، «وزیر» و مأمور مالی («مستوفی») جداگانه‌ای نیز برای این سپاه تعیین شد. شغل وزیر حفظ سوابق اشتغال و نحوه انجام وظیفه و شیوه پرداخت و میزان حقوق افراد، و وظیفه مستوفی حفظ سوابق غلامان و اطلاعات مربوط به اخراج و مرگ افراد و نگهداری مدارک مالی بود (رجوع کنید به میرزا سمیعا، همان‌جا). غلامان جوان، خواندن و تشریفات دربار را در نهادی که زیر نظر شاه بود، فرا می‌گرفتند و پیش از بلوغ، آموزگاری ویژه داشتند. پس از رسیدن به سن بلوغ، به نظام وارد می‌شدند و تحت نظر قوللَر آقاسی باشی قرار می‌گرفتند. مسکن غلامان جوان در کاخ کوچکی به نام «خانه گاو» بود. به گفتة تونو تعداد غلامان حدود ۴۰۰، ۱ تن بود، اما شاردن شمار آنها را ۲۰۰، ۱ تن ذکر کرده‌است. در زمان شاهرخ شاه (حدود ۱۱۶۴) سپاه غلامان دست کم ۱۵۰۰تن عضو داشته‌است.
نفوذ بردگان
غلامان، اعم از خواجه یا جز آن، دارای نفوذ و احترام بسیار بودند، به‌ویژه خواجه‌ها که به سبب معاشرت نزدیک با شاه و امکان دسترسی یافتن به او بسیار قدرت داشتند. بسیاری از غلامان به مقامات عالی رسیدند، از جمله خواجه یونانی‌تبار دربار ابوسعید بهادر (نهمین پادشاه ایلخانی، حک: ۷۱۷–۷۳۶)، قدرتمندترین امیر او بود. هنگام مرگ شاه عباس اول (متوفی ۱۰۳۸)، از ۹۲ امیر قدرتمند او، ۲۲تن از غلامان بودند، بسیاری از غلامان نیز به حکومت ولایات بسیار مهم رسیدند. ضمناً شاه به آنان اجازه کسب مال و دارایی می‌داد. او به بردگان، به اقتضای خدماتشان، با بهره بیست درصد (یا با نرخ دیگری) پول قرض می‌داد و بهره آن را سالانه دریافت می‌کرد، در حالی که ایشان آن پول را با بهره پنجاه یا هفتاد یا هشتاد درصد ـ در برابر وثیقه‌های خوبی چون کالا و خانه ـ به رجال دربار قرض می‌دادند. اگر وام گیرندگان پول غلامان را پس نمی‌دادند، غلامان خانه یا ملک آنان را می‌فروختند. غلامانِ به اصطلاح «خانه زاد»، دارای نفوذی ویژه و مورد عنایت خاص شاه بودند. رسیدن به مشاغل مهم منحصر به غلامان سلطنتی نبود، بلکه بردگان اشخاص دیگر نیز به مقامات عالی می‌رسیدند. ابن بطوطه خانقاهی در نزدیکی شوشتر دیده بود که امور آن را چهار بردة متعلق به شیخ اداره می‌کردند.

### دورهٔ قاجار

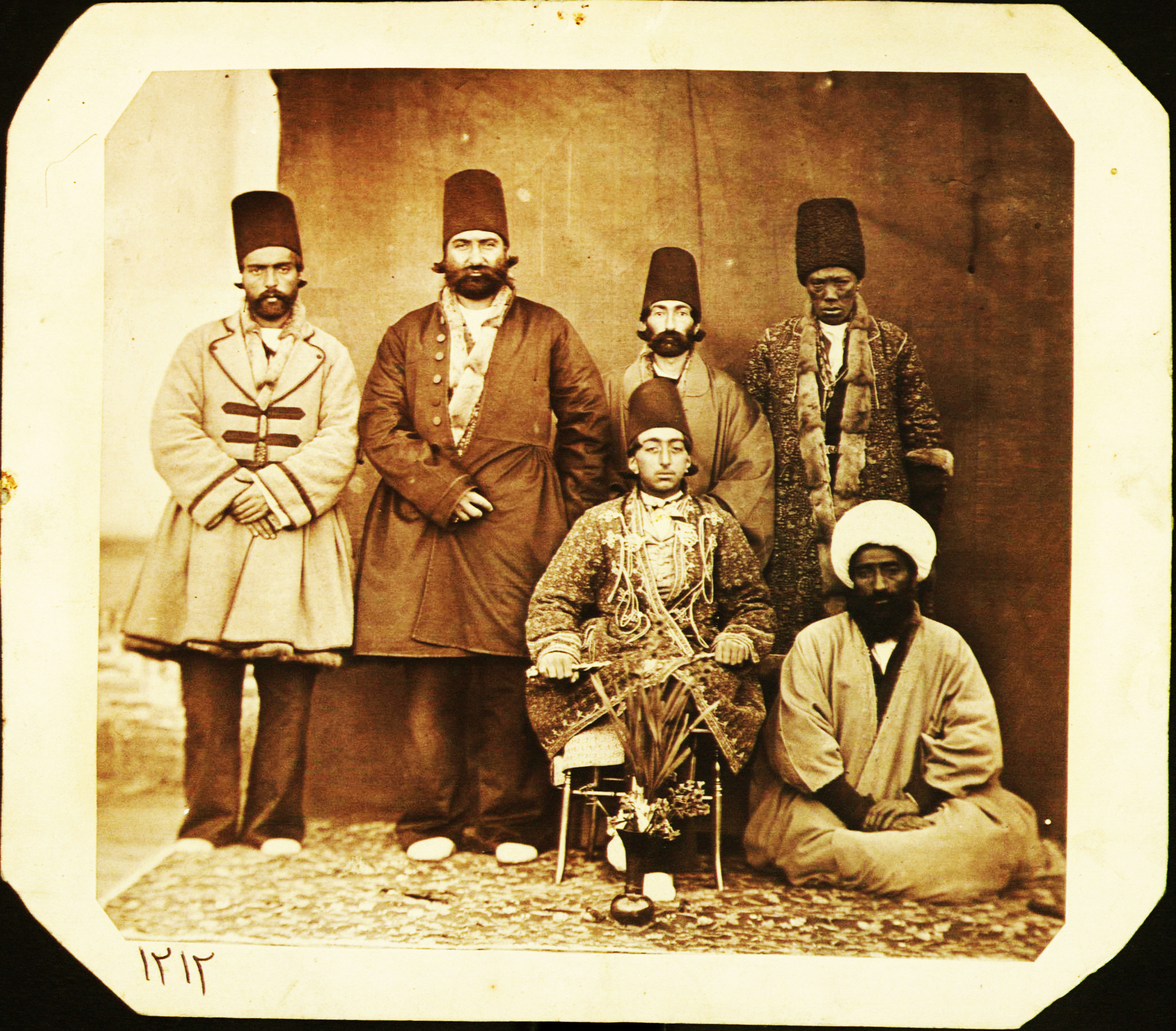
مظفرالدین میرزا (مظفرالدین شاه قاجار ۱۹۰۷-۱۸۵۳) با جمعی از اطرافیانش. بردهٔ والامقام میرزا مظفر (خواجه) در سمت راست او ایستاده است. احتمالاً تبریز، ایران، دههٔ ۱۸۸۰.

تا زمان ناصرالدین‌شاه و حتی تا آغاز مشروطیت، برده‌داری در خانواده‌های اعیانی تهران کمابیش رواج داشته‌است.
این بردگان سیاه، معمولاً از دو طریق به ایران می‌آمده‌اند. یا حجاج ایرانی در موسم حج آنان را از مکه خریداری نموده و از طریق شامات و عراق به ایران می‌آوردند یا برده فروشان آنها را از راه خلیج فارس به سواحل جنوبی کشور انتقال می‌داده‌اند. ورود بردگان به ایران در دوران صدارت امیرکبیر، سالانه بین دو تا سه هزار نفر گزارش شده‌است. این بردگان به سه گروه بمبئی، نوبه‌ای و حبشی تقسیم می‌شده‌اند.
علاوه بر بردگان وارداتی، برده‌های داخلی نیز وجود داشته‌اند که معمولاً از خانواده‌های بلوچ خریده یا دزدیده می‌شده‌اند. به بردگان مذکر کاکا و به بردگان مؤنث دده یا کنیز گفته می‌شده‌است. برای بردگان مذکر نامهایی همچون «مبارک» و «فیروز» یا طبق مثل مشهور «کافور» انتخاب می‌شده‌است. برای کنیزها، نامهای «غنچه‌دهان»، «زعفران» یا صنوبر، نامهای معمول بوده‌است. با پیر شدن کنیز، به او «دده» گفته می‌شده‌است. به فرزند کنیز از ارباب، «دده والده» گفته می‌شده‌است.
در زمان محمدشاه قاجار اولین قانون بر ضد برده‌داری در ایران به‌وجود آمد؛ ولی تا پایان دوران قاجار امکان عملی اجرای آن به مفهوم واقعی وجود نداشت.
منابع تهیه برده. در ایران دورة قاجار، بردگان را یا می‌خریدند یا در جنگ اسیر می‌کردند و سپس به بردگی درمی‌آوردند. والدین فقیر نیز با فروش فرزندان خود به این کار کمک می‌کردند؛ چنین معاملاتی در ارمنستان، جنوب ایران و کردستان صورت می‌گرفت. جنگهایی مانند جنگ ایران و روس، حملات عشایری (چَپو)، یورشهای خاص برای گرفتن برده و نیز لشکرکشیهای تنبیهی، به‌ویژه بر ضد ترکمنها، منبع اصلی تهیه برده سفیدپوست به‌خصوص در شمال ایران بود. در درجه اول بردگان ارمنی، گرجی و چرکسی را می‌گرفتند. «ترکمنها و بازرگانان خیوه‌ای، کنیزان را به نام «کَلموک» (مغول) جا می‌زدند، ولی عموماً اهل قزاقستان اند و ایرانیان آنها را می‌خریده‌اند». در درجه دوم، هدف عمده ایرانیان مسلمانی بودند که به‌ویژه در حمله‌های ترکمنها گرفتار شده بودند. ترکمنها شیعیان ایرانی را اسیر می‌کردند و ایشان را، اگر خود به آنها نیاز نداشتند، به بازرگانان خیوه‌ای می‌فروختند. البته از اسیر کردن هم مذهبان سنی خویش نیز ابایی نداشتند. آبوت، کنسول انگلیس، گزارش داده‌است که گوکلانها به یُموتها حمله می‌بردند و هر که را اسیر می‌کردند، معمولاً به ایرانیان می‌فروختند.
در جنوب ایران، بردگان عمدتاً سیاهپوست بودند، و آنها را یا برده فروشان ایرانی و عرب از طریق خلیج فارس وارد می‌کردند یا زایران از راه زمینی از مکه و کربلا می‌آوردند (تعدادی از بردگان نیز از دمشق می‌آمدند). ایرانیان به این برده‌ها، به سبب محلی که از آن آورده شده بودند، «حاجی» می‌گفتند. در جنوب شرقی ایران، بردگان عمدتاً کسانی بودند که با والدینشان، به سبب فقر، آنان را می‌فروختند، یا برده فروشان در حملات خود اسیرشان می‌کردند. همة اینان در عربستان و افغانستان فروخته می‌شدند. در حدود ۱۳۱۸، برخی از خوانین مکران برای برده‌گیری دست به حملاتی می‌زدند. بردگان مسلمان بیشتر در عربستان فروخته می‌شدند؛ سالانه ۴۵۰ برده از بندر جاسک به آنجا فرستاده می‌شد. صادرات برده از مکران، ظاهراً در حدود ۱۳۲۳، یک بار دیگر متوقف شده‌است. در نیمه اول سدة چهاردهم، برخی از والدین در کرمان و حوالی بندرعباس نیز به سبب فقر ناچار به فروش فرزندان خود شده‌اند.
مشاغل بردگان
از بردگان در کارهای خانگی یا عیش و عشرت، نظام، امور اداری یا کارهای یدی استفاده می‌کردند و خواجه‌ها نگهبان حرم بودند. هدف عمده اعیان ایران در خرید برده، نمایش ثروت خویش بود. هر چه تعداد نوکران و بردگان کسی بیشتر بود، مهم‌تر به‌نظر می‌رسید. از این گذشته، همسران بزرگان برای انجام امور اندرون خواستار کنیز بودند. برخی از اروپاییان نیز، بر خلاف قوانین ایران، صاحب برده بودند، ولی برده‌ها هرگاه می‌خواستند، می‌توانستند آن‌ها را ترک گویند و ادعا کنند که به‌عنوان مسلمان موظف نیستند به مسیحیان خدمت کنند.
بیشتر نویسندگان می‌گویند که بردگان در ایران هرگز مکلف به کارهای دشوار نبوده و تنها به انجام کارهای نسبتاً راحت خانگی می‌پرداخته‌اند. اما این امر فقط در مورد اعیان شهری صحت داشت؛ بردگان عشایر ترکمن را، به‌ویژه در بخارا و خیوه، به شبانی و شخم زدن زمین وامی‌داشتند. در جنوب شرقی ایران (در کرمان و سیستان و بلوچستان) از بردگان منحصراً برای کار کشاورزی استفاده می‌شد. به گزارش یکی از کنسول‌های انگلیس، «در بلوچستان چندین دهکده وجود دارد که ساکنان آن برده‌اند و در زمین‌های حدود بمپور کشاورزی می‌کنند». به گزارش آبوت، «بیشتر کارگران کشاورزی در سیستان، بردگان سیاه‌پوست و سفیدپوست، و بسیاری از افراد قبیله‌ای در نزدیکی جبال بارز، دورگه و حاصل ازدواج بردگان سیاه‌پوست و اهالی محل‌اند».
سربازان برده

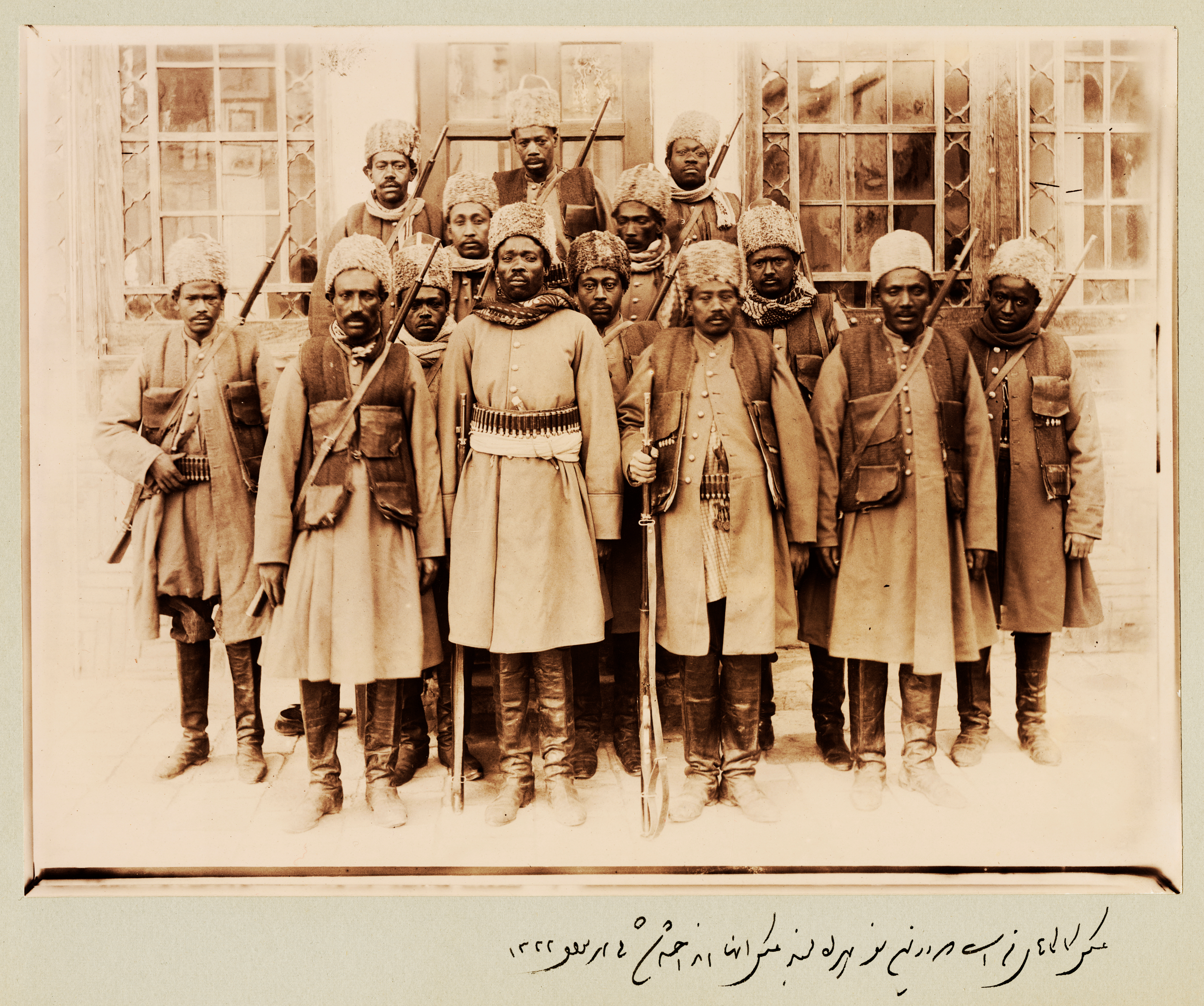
بردگانی که خواجه نبودند به خدمت ارتش سران قاجار درمی‌آمدند. چهارده نفری که در این عکس به نمایش درآمده‌اند در خدمت شاهزادهٔ قاجار ظل‌السلطان بوده‌اند، قمیشلو، اصفهان، ۱۹۰۴.

نوع خالصی از بردگان «غلامان شاه» نام داشتند که محافظ شاه بودند. آنان عمدتاً از میان بردگان جوان قفقازی و پسران بعضی از خانواده‌های اعیان انتخاب می‌شدند. در ربع اول سدة سیزدهم، تعداد آنان به سه تا چهار هزار تن می‌رسید. از این غلامان در کارهای دیگر دولتی نیز استفاده می‌شد، و برخی از آنها به عالیترین مقامات مملکتی می‌رسیدند. از نمونه‌های مشهور آنها یکی منوچهرخان معتمدالدوله، حاکم فارس، و دیگری خسروخان است که در طول زندگی خویش حاکم چند ایالت (از جمله کرمان) شد. پس از آنکه ورود بردگان سفیدپوست متوقف شد، اعضای سپاه غلامان را از میان مردان آزاد ایرانی برمی‌گزیدند.
خواجه‌ها
وظیفه خواجه‌ها ـ چه مادرزاد چه مردان آزاد و بردگان اخته‌شده ـ نگهبانی از ناموس مرد یعنی زنان او، بود. در مورد اخیر، خواجه‌ها پیش از ورود به ایران، اخته و غالباً در جوانی خریداری می‌شدند. اکثر خواجه‌ها، به‌ویژه پس از آن‌که یافتن بردگان سفیدپوست مشکل‌تر و سپس غیرممکن شد، سیاه‌پوست بودند. به گفتة پولاک، آخرین خواجهٔ سفیدپوست در ۱۲۷۳ درگذشت. با این حال، حرمسرای ناصرالدین شاه در پایان قرن سیزدهم دارای بیش از نود خواجهٔ سیاهپوست و سفیدپوست بود این افراد را علاوه بر خواجه، «آغا» نیز می‌نامیدند، و در حرم شاه تحت نظر خواجه‌باشی یا آغاباشی قرار داشتند. خواجه‌باشی ناصرالدین شاه، ملقب به بصیرباشی، بسیار متنفذ بود و از نفوذ خود استفاده می‌کرد، و همین امر به قیمت جان او تمام شد. به گفتهٔ پولاک، پس از ۱۲۷۷، خواجگان نفوذ خود را از دست دادند. این امر با کاهش تعداد آن‌ها مقارن بود. با این حال، خواجه باشیِ شاه، بسیار بانفوذ بود. به علت قیمت گزاف خواجه، بیشتر اعیان برای نگهبانی از همسران خود از پیرمردان استفاده می‌کردند. حتی ناصرالدین شاه نیز برای باغبانی و دربانی در حرمسرای سلطنتی از چنین افرادی استفاده می‌کرد. گاهی نیز افراد خاطی به مقطوع النسل شدن محکوم می‌شدند که اگر زنده می‌ماندند، برای خدماتشان اجرت گزافی پرداخته می‌شد. در داخل حرم، کنیزکان زیبایی خدمت می‌کردند که بدون استثنا از ترکمنها، یا کردهای اسیر شده بودند. آنها در حیاطی مجزّا زندگی می‌کردند و زیر نظر زنی، ملقب به «اَقَل (اُغول) بِگه خانم»، قرار داشتند که مسئول پرداخت دستمزد آنها نیز بود. از کنیزکان به صورت خدمتکار و صیغه استفاده می‌شد. «غلام بچه» هایی نیز که به سن بلوغ نرسیده بودند، در حرم همبازی بچه‌ها بودند و خدمت هم می‌کردند.
طبقه‌بندی بردگان. بردگان سیاهپوست به دو یا سه گروه تقسیم شده بودند، به گفتة پولاک، زنگیها و حبشیها گروه‌های اصلی به‌شمار می‌رفتند. زنگیها از زنگبار و نواحی دور افتاده آن آورده می‌شدند، حبشی نیز به برده‌ای گفته می‌شد که اهل حبشه، سومالی و جنوب سودان بود. شیل به سه نوع بردة سیاهپوست اشاره کرده‌است: «بُمباسه‌ای، نوبیایی و حبشی.» منشأ واژة «بمباسه» معلوم نیست، ولی به زنگیهای پولاک اشاره دارد و ممکن است که تلفظ نادرست ممباسا، بندری باشد که بسیاری از این بردگان از آنجا آورده می‌شدند. نوبیاییها اهل نوبیا و سومالی، و تیره رنگتر از حبشیها بودند. «بمباسه ایها را سبع، خائن و تنبل می‌شمارند و از این رو بسیار بدنام اند. نوبیاییها و حبشیها را ملایم، باوفا، شجاع و باهوش می‌شناسند و بسیار مورد توجه قرار دارند.» ظاهراً بردگان سفیدپوست را طبقه‌بندی نکرده بوده‌اند. تصویر فرهنگی منفی از بردگان سیاهپوست، ظاهراً در عمل مانعی اجتماعی ایجاد نکرده بوده، زیرا ازدواج میان افراد دو نژاد اتفاق می‌افتاد، و بردگان سیاهپوست تأثیری جزئی بر فرهنگ ایرانیان گذاشتند؛ شخصیتهای همه پسند و خنده آوری چون کاکاسیاه، و حاجی فیروز در تئاتر ایران نمونه‌هایی از این تأثیرند. در منطقة خلیج فارس که برای سیاهان از هر جای دیگر ایران نسبتاً راحت تر بود، ایشان سنت آفریقایی دیرینه خود (دفع ارواح خبیث: زار) را زنده نگه داشتند. به‌طور کلی، بردگان به‌خوبی در جامعه جذب شدند؛ به فارسی سخن می‌گفتند (اگر چه با لهجه خاص خود)، زبانهای خود را فراموش کردند، به اسلام گرویدند و بدین ترتیب کاملاً در محیطِ جدید، جذب شدند.
قیمت بردگان
به گفتة کینر، قیمت برده به عرضه و تقاضا بستگی داشته‌است. به نوشتة دروویل برده‌های مردی که با حرفه‌ای آشنایی نداشتند، گران نبودند، اما کنیزکان گرانتر بودند و گاهی قیمت آنها تا ششصد تومان می‌رسید. حدود ۱۲۷۷، قیمت یک پسر بچه دوازده تا هجده دوکات، و قیمت دختر حبشی زیبا هفتاد دوکات بود. چون میزان مرگ و میر در نتیجه مقطوع النسل کردن بالا بود، خواجه‌ها بسیار گرانتر و به‌طور کلی به سه برابر قیمت بردة معمولی به فروش می‌رسیدند. در نیمه اول سدة چهاردهم، به سبب مشکلات موجود در زمینة تجارت برده، قیمت زنان و مردان سیاهپوست گران بوده‌است. در سیستان، قیمت میانگین بردگان نیرومند پنجاه تا هشتاد تومان بوده، اما کنیزان ارزانتر بوده‌اند.
تعداد بردگان. به گفتة ملکم تعداد بردگان در ایران زیاد نبوده‌است. باست هم در حدود ۱۲۵۶ نوشته‌است که در این زمان بردة سفیدپوست نادر است و بردگان سیاهپوست بمراتب بیشترند. به گفتة لیدی شیل، تعداد برده در شمال ایران زیاد نبوده و عده آنها در جنوب بیشتر بوده‌است، به‌ویژه در مناطق ساحلی. وی تعداد واردات برده را در سال، دو تا سه هزار تن تخمین زده‌است. این امر که در ظاهر بردگان را، به‌طور کلی، «از دیگر مردم نمی‌توان تمیز داد»، و نیز محدوده جغرافیایی مشاهدات خارجیان، شاید در تخمین ایشان دربارة تعداد بردگان اثر داشته‌است. اما پولاک گفته‌است که غالباً لباس بردگان نسبت به خود ایرانیان رنگارنگتر بوده‌است. تجارت برده نیز فعالیتی بی سر و صدا بوده و این نیز احتمالاً به فقدان اطلاعات دربارة رواج برده داری کمک کرده‌است. باست می‌گوید: «تجار برده به شهرهای عمده می‌روند و به خرید و فروش برده می‌پردازند، ولی تقاضا آنچنان زیاد نیست که از نظر اقتصادی ایجاد بازاری را برای این امر توجیه کند». برده فروشان گروه‌هایی از بردگان را از شهری به شهر دیگر می‌بردند. در جنوب، شیراز و بوشهر از مراکز مهم داد و ستد بود. حاکم شیراز مرتب برای شاه و درباریان متنفذ برده می‌فرستاد. بردگان را در منازل خصوصی نگاه می‌داشتند تا بتوانند آنها را عریان در معرض دید خریداران بگذارند. احتمالاً به سبب کوتاهی عمر متوسط بردگان (غالباً قربانی مرض سل می‌شدند و به‌ندرت بیش از سی سال زنده می‌ماندند) واردات برده به تعداد اندک ولی مستمر، در سراسر قرن سیزدهم ادامه یافت. ازدواج میان بردگان نیز غالباً به تولید مثل نمی‌انجامید و فرزندان آنها نیز به‌ندرت به سن بلوغ می‌رسیدند. ویلز می‌گوید: «علی‌رغم مراقبتهای کشتیهای جنگی ما در خلیج فارس، برده به میزانی که پاسخگوی نیاز باشد وارد می‌شود، ولی در ایران تاجر برده و بازار برده فروشی وجود ندارد».
رفتار بردگان

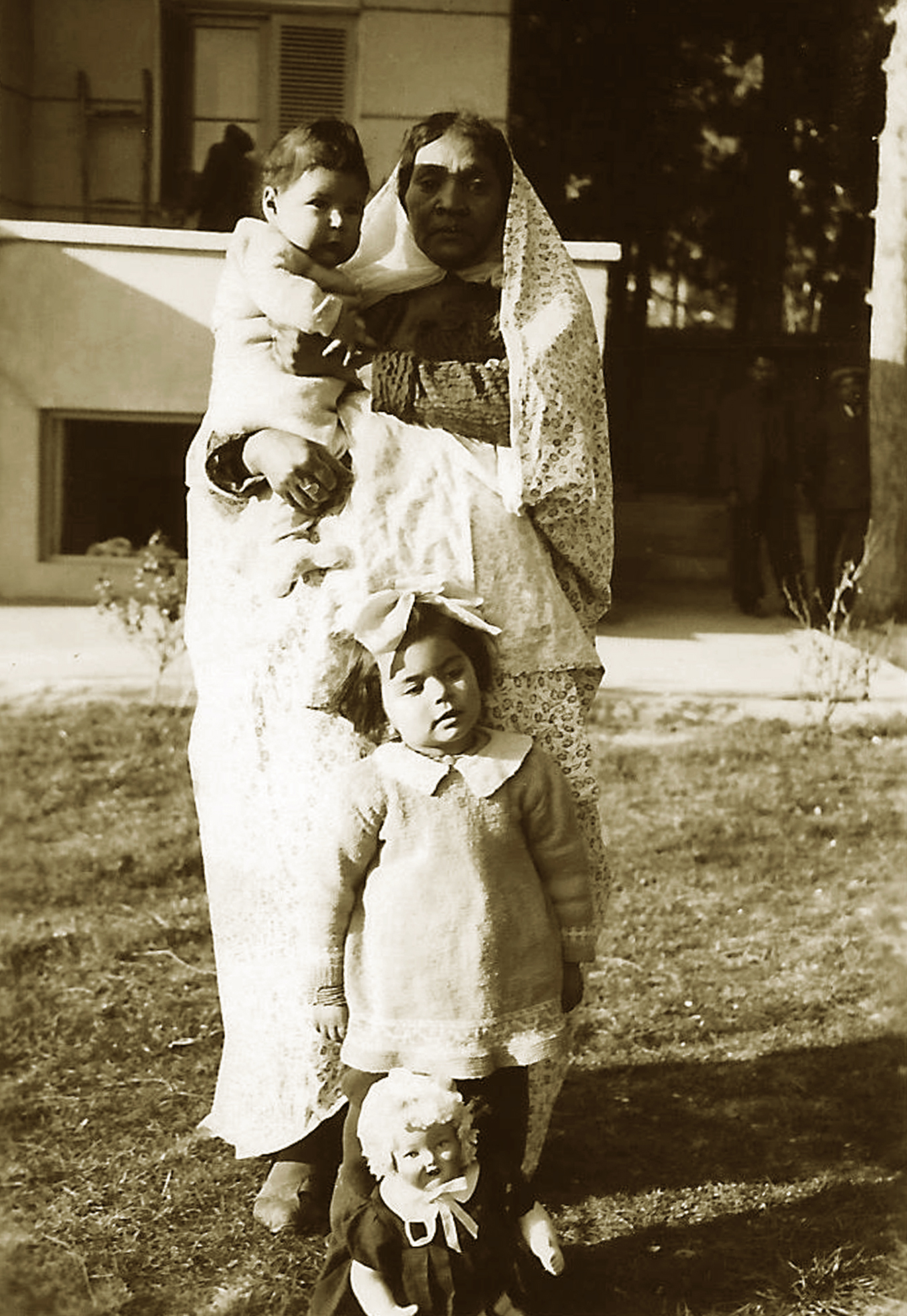
کامران افشار در آغوش پرستارش، ننه سنبل باجی و هاله افشار که در پشت عروسکش ایستاده است، تهران، دهه ۱۹۴۰. سنبل باجی که اصلیت آفریقایی داشت در حرمسرا به دنیا آمد و در کودکی از دربار آخرین شاه قاجار، احمد شاه، آزاد شد.

به‌طور کلی، در ایران با بردگان به‌خوبی رفتار می‌شد. به اعتقاد سایکس برای بردگان «ایران بهشت است». رفتار افغانها نیز با آنها نسبتاً انسانی به نظر می‌رسد. به سبب قیمت گزاف و جنبه تجمّلی داشتن برده، وظایف کم زحمت خانگی به آنها واگذار می‌شد. در ضمن، چون بردگان در ایران با کسی جز صاحبانشان پیوندی نداشتند، معمولاً در مقایسه با خدمتکاران آزاد مورد اطمینان و توجه بیشتری بودند. بردگان نیز، مانند خدمتکاران، غالباً عضو خانواده به‌شمار می‌آمدند و دون پایگی آنها موجب تحقیرشان نمی‌شد. بردگان را به مناسبتهای خانوادگی، مانند تولد یا ازدواج، یا پس از مرگ صاحبانشان آزاد می‌کردند. صاحب برده ترتیب ازدواج او را با یکی از کنیزان خویش می‌داد، و کودکانی که از این وصلت به وجود می‌آمدند با فرزندان صاحب برده بزرگ می‌شدند. بردگانی که با آنها بدرفتاری می‌شد حق شکایت داشتند و می‌توانستند تقاضا کنند که به دیگری فروخته شوند، اما فروش غلام خانگی باعث کسر شأن افراد می‌شد؛ حتی در موارد نادری هم که صاحب برده به فروش او رضایت می‌داد، یافتن خریدار مشکل بود، زیرا کسی به خریدن بردة متمرد علاقه نداشت. ضمناً در موارد سوءرفتار نسبت به بردگان، اتفاق افتاده‌است که بردگان یک شهر در مقابل خانه صاحب برده به تظاهرات پرداخته و خواستار اجرای عدالت شده‌اند. با وجود این، در جایی که قدرت نامحدود در یک طرف قضیه قرار داشته، بدرفتاری به‌ندرت روی می‌داده‌است. در فاصله سالهای ۱۲۵۶ تا ۱۲۵۷، چندین برده به منظور فرار از تنبیه، به سفارت انگلیس پناه بردند. در جنوب ایران، بردگانی که به کار کشاورزی واداشته می‌شدند، در حد گرسنگی مفرط و لباسهای مندرس نگهداری می‌شدند. ظاهراً مقرر بود که یک سوم محصول زمین به آنها داده شود، اما حتی از آن درصد ناچیز هم، مقدار زیادی کم می‌شد. بردگان ترکمنها نیز وضع مشابهی داشتند؛ با آنها چون شی ء منقول رفتار می‌کردند، نیمه عریان و گرسنه بودند و شبها آنها را با قلاّ ب چوبی محکمی می‌بستند و روزها نیز ناچار بودند که با زنجیر حرکت کنند. دربارة رفتار با بردگان در کشتیهای حمل برده، شواهد متناقضی هست. لوریمر (همان‌جا) موردی زننده از رفتار وحشیانه برده فروشان عرب را ذکر کرده‌است؛ اما به گفتة عیسوی، «تقریباً تمام منابع متفق‌القول اند که حمل بردگان از آفریقا به وضعی نسبتاً انسانی انجام می‌شد.» بردگان اجازه کسب مال پیدا می‌کردند و غالباً ثروت هنگفتی گرد می‌آوردند. با این حال، در بیشتر موارد ترجیح می‌دادند که خود را بازخرید نکنند.

### الغای برده‌داری
از میان برداشتن تجارت برده حدود یک قرن به طول انجامید. مرحله اول فتح قفقاز توسط روسها، بلافاصله بر تجارت برده تأثیر گذاشت. روسیه فروش مردان و زنان قفقازی (ارمنی، گرجی و چرکسی) را به ایران ممنوع کرد، اما این تجارت در قسمت ایرانی قفقاز ادامه یافت. پسران و دختران را از قلمرو روسیه مخفیانه به ایران می‌آوردند. با این وجود، اثر تحریم فروش برده محسوس بود، چون دروویل اظهار می‌دارد که تعداد موارد برده‌گیری نسبت به گذشته کمتر شده بود. اما همو می‌گوید که میزان فروش تقریباً با گذشته یکسان بود. بر اثر امضای قرارداد ترکمن چای در ۱۲۴۳ بین ایران و روسیه، که به موجب آن قفقاز به زیر سلطه روسیه درآمد، بردة قفقازی بسیار نادر شد. از این گذشته، بسیاری از بردگانی که در جریان لشکرکشی ۱۲۱۰ آقامحمدخان به قفقاز و نیز سربازانی که در جنگهای ایران و روسیه گرفتار شده بودند به روسیه برگردانده شدند. این کار بر اساس ماده سیزدهم قرارداد صورت می‌گرفت که طرفین را به مبادله اسرا متعهد می‌کرد. 
ماده مشابهی نیز برای بازگشت اسرای جنگی در معاهده صلح ایران و عثمانی (مورخ ۱۱۶۰) گنجانده شده بود. پس از ۱۲۱۰، هنوز هم از قلمرو روسیه برده‌هایی به‌طور قاچاق به ایران آورده می‌شد، ولی سفارت روسیه خواستار بازگشت فوری آنها می‌شد. گسترش دامنه نفوذ روسیه در سواحل شرقی دریای خزر، نیز بر تحدید برده داری اثر مثبت داشت. پایگاه دریایی روسیه در جزیره آشوراده، امکان متوقف ساختن کشتیها و پشتیبانی نظامی از عملیات را به آنها داد. فتوحات روسها در آسیای مرکزی، به‌ویژه فتح خانات آنجا، برده‌گیری را در مرزهای شمالی ایران متوقف ساخت. 
وضع در جنوب ایران نیز به همین منوال بود. انگلیسیان برای متوقف ساختن تجارت برده در ایران، از طریق پیمانهای خود با سلطان مسقط و دیگر حکام خلیج فارس، تلاش می‌کردند. در ۱۲۶۵، ناصرالدین شاه حمل بردگان سیاهپوست را از طریق دریا به ایران ممنوع کرد. در ۱۲۶۸، ایران و انگلیس پیمانی امضا کردند که به موجب آن کشتیهای انگلیسی مجاز بودند کشتیهای ایرانی را برای یافتن برده بازرسی کنند. به موجب ماده سیزدهم پیمان صلح مورخ ۱۲۷۴ میان انگلیس و ایران، حق بازرسی کشتیها تا ۱۲۹۰ تمدید شد. اما این پیمانها بر میزان تجارت برده تأثیر عمده‌ای نداشت و این تجارت تنها بر اثر بازرسی دریاییِ شدیدتر پس از ۱۲۸۷ تا حدی کاهش یافت. به موجب پیمان جدیدی که در ۱۳۰۰ به امضا رسید، اختیارات انگلستان گسترش یافت: بردگانی که در کشتیهای ایرانی یافت می‌شدند آزاد می‌شدند و دادگاه مسئول رسیدگی به جرم صاحب کشتی ایرانی نیز باید در حضور نماینده کنسولی انگلیس تشکیل می‌شد. ایران همچنین در کنفرانس بروکسل در مورد الغای بردگی شرکت کرد. در نتیجه، در ۱۳۰۸، ایران تجارت و واردات برده را، چه از طریق آبی چه از طریق خاکی، ممنوع کرد. در ۱۳۲۸، تجارت برده قانوناً متوقف شده بود؛ اما هنوز برای مدتی برده داری وجود داشت که آن هم در پایان دورة قاجار به‌کلی از میان رفت. ایران با پیوستن به کنوانسیون ۱۳۰۵ش /۱۹۲۶ ژنو و نیز اعلامیه جهانی حقوق بشر (۱۳۲۷ ش /۱۹۴۸)، رسماً خود را متعهد به الغای برده داری کرد.

#### قانون منع خرید و فروش برده در خاک ایران و آزادی برده در موقع ورود به مملکت
در روز ۱۸ بهمن ۱۳۰۷ لایحهٔ دو فوریتی زیر در مجلس شورای ملی به تصویب رسید.
«ماده واحده-در مملکت ایران هیچ‌کس به عنوان برده شناخته نشده و هر برده‌ای بمجرد ورود به خاک یا آبهای ساحلی ایران آزاد خواهد بود. هرکس انسانی را به عنوان برده خرید و فروش کرده یا رفتار مالکانهٔ دیگری نسبت به انسانی بنماید یا واسطه دیگری در حمل و نقل برده بشود، محکوم به یک تا سه سال حبس تأدیبی خواهد بود.»

### جمهوری اسلامی
گزارش سان بریتانیا در سپتامبر ۲۰۱۸، اعلام می‌کرد که تن‌فروشان ایرانی «ازدواج حلال» چند دقیقه‌ای را به مردان مجرد و جداشده می‌فروشند تا از نقض قوانین شریعت اسلام پیشگیری کنند. چیزی که اگر نقض می‌شد، با مجازاتی چون شلاق همراه بوده‌است. همچنین نوشت که این ازدواج‌های موقت، می‌توانند در عمل تا چندسال ادامه‌دار باشند که با برده‌داری مدرن مرتبط است.